# 楊凱麟
楊凱麟（1968年—），畢業於台灣大學心理系。在賈克·洪席耶指導下以《德勒茲哲學的虛擬問題性》取得巴黎第八大學哲學場域與轉化博士。曾任教於中山大學哲學研究所，曾任臺北藝術大學美術學院院長，現任臺北藝術大學藝術跨域研究所教授。從事當代法國哲學、美學與文學理論研究。
2012年發起當代華語書寫實驗「字母會」，駱以軍、陳雪、童偉格、顏忠賢、胡淑雯與黃崇凱等小說家共同參與，歷時五年，是哲學、小說、評論與出版的跨領域基進實踐。楊凱麟由字母A到Z依序選出26個代表當代哲學思潮的關鍵詞並撰寫短文，小說家則據此以自己擅長的書寫形式從事創作，最終完成並出版的短篇小說、評論與訪談超過200篇。「字母會」是一個「完全作品」的文學基進實驗，從概念、創作、出版、評論到書籍設計，甚至到專屬評論雜誌、各地書店的講座、讀書會、朗讀會與有聲書。由台灣一線的青壯小說家、評論者、出版者與封面設計者攜手創造的跨領域當代文學實驗。

## 著作

### 哲學
- 《分裂分析福柯：越界、褶曲與布置》（南京大學出版社，2011）
- 《書寫與影像－法國思想，在地實踐》（聯經出版公司，2015）
- 《分裂分析德勒茲：先驗經驗論與建構主義》（河南大學出版社，2017）
- 《成為書寫的人：普魯斯特與文學時間》（時報出版公司，2021）

### 散文與小說
- 《祖父的六抽小櫃：與台灣老東西相處的真實感動》（麥田出版公司，2011）
- 《虛構集，哲學工作筆記》（聯經出版公司，2017）
- 《發光的房間》（麥田出版公司，2018）

### 翻譯
- 《德勒茲論傅柯》（麥田出版公司，Gilles Deleuze著，2000）
- 《消失的美學》（揚智出版公司，2001，Paul Virilio 著）
- 《傅柯考》（麥田出版公司，Fédéric Gros著，與何乏筆、龔卓軍合譯，2006）
- 《德勒茲，存有的喧囂》（南京大學出版社，2017，Alain Badiou 著）